# Grubišno Polje
Grubišno Polje (Tsjechisch: Hrubečné Pole; Duits: Poglack; Hongaars: Grobosinc) is een stad en gemeente in de Kroatische provincie Bjelovar-Bilogora.
Grubišno Polje telt 7523 inwoners. De oppervlakte bedraagt 269 km², de bevolkingsdichtheid is 28 inwoners per km².

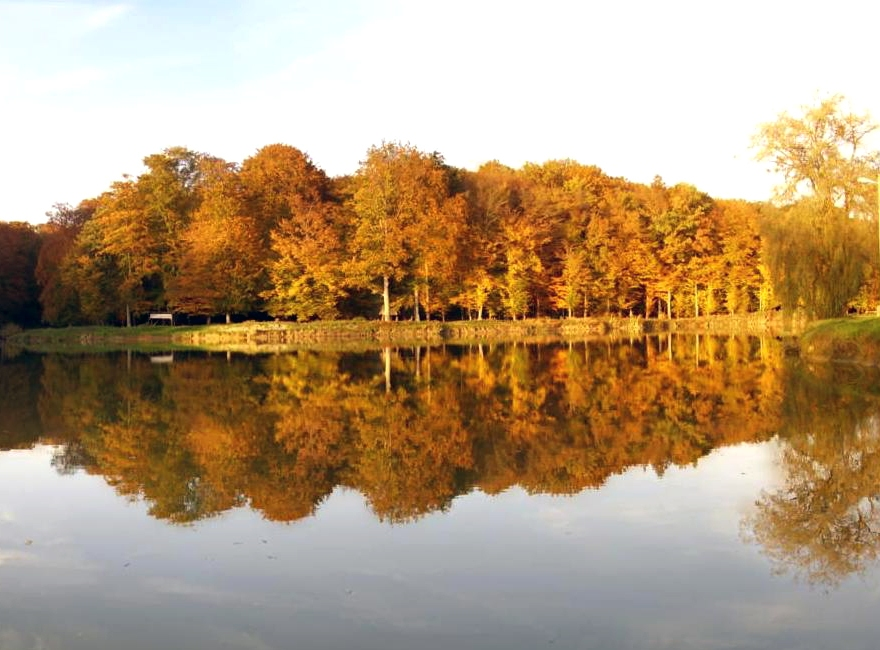
Vijver Bara - een populaire resort

Steden (gradovi): Bjelovar · Čazma · Daruvar · Garešnica · Grubišno Polje

Gemeenten (općine): Berek · Dežanovac · Đulovac · Hercegovac · Ivanska · Kapela · Končanica · Nova Rača · Rovišće · Severin · Sirač · Šandrovac · Štefanje · Velika Pisanica · Velika Trnovitica · Veliki Grđevac · Veliko Trojstvo · Zrinski Topolovac